# Хаманака
Хаманака (яп. 浜中町 Хаманака-тё:) — посёлок в Японии, находящийся в уезде Аккеси округа Кусиро губернаторства Хоккайдо. Площадь посёлка составляет 423,44 км², население — 6291 человек (30 июня 2014), плотность населения — 14,86 чел./км².

## Географическое положение
Посёлок расположен на острове Хоккайдо в губернаторстве Хоккайдо. С ним граничат город Немуро и посёлки Аккеси, Бецукай.

## Население
Население посёлка составляет 6291 человек (30 июня 2014), а плотность — 14,86 чел./км². Изменение численности населения с 1980 по 2005 годы:
| 1980 | 9243 чел. |  |
| 1985 | 8921 чел. |  |
| 1990 | 8395 чел. |  |
| 1995 | 7866 чел. |  |
| 2000 | 7335 чел. |  |
| 2005 | 7005 чел. |  |

## Символика
Деревом посёлка считается берёза плосколистная, цветком — Hemerocallis dumortieri, птицей — топорок.